# Forța Dreptei
Forța Dreptei (FD) este un partid politic extraparlamentar din România de centru-dreapta, înființat la data de 14 decembrie 2021 la inițiativa lui Ludovic Orban, fost președinte al Partidului Național Liberal (PNL) și fost prim-ministru al României, împreună cu un grup de foști parlamentari PNL care nu au agreat și nu agreează o coaliție cu Partidul Social Democrat (PSD).

## Istorie
La data de 3 octombrie 2021, fostul premier al României Ludovic Orban, care nu a mai reușit să câștige un nou mandat de președinte al PNL după ce a pierdut la alegerile interne în fața prim-ministrului la acel moment Florin Cîțu, a declarat că intenționează „să creeze o nouă construcție politică care să fie gata să continue moștenirea PNL”. În acest caz, Ludovic Orban a reacționat asemănător unui alt fost premier al PNL, Călin Popescu-Tăriceanu, care a părăsit PNL la începutul lui 2015 (de asemenea în opoziție față de Iohannis), fondând astfel Alianța Liberalilor și Democraților (ALDE). 
În plus, comentatorii  au susținut că facțiunea lui Orban s-ar putea despărți dacă nu ar fi desemnat premier după demiterea lui Florin Cîțu de către Parlament, ceea ce s-a întâmplat între timp odată cu nominalizările fostului premier Dacian Cioloș de la Uniunea Salvați România (USR) și Nicolae Ciucă propus de către PNL (acesta din urmă servind ca prim-ministru interimar în decembrie 2020, până la investirea lui Cîțu).
Până pe 28 octombrie 2021, Orban împreună cu alți cinci parlamentari au părăsit grupul parlamentar al PNL. Ulterior, conducerea lui Florin Cîțu în PNL și-a anunțat intenția de a exclude din partid pe toți cei care fac această mișcare, subliniind că „ușa PNL este închisă pentru cei care își bat joc de PNL”.
Până pe 2 noiembrie 14 parlamentari s-au dezafiliat din grupul parlamentar al PNL, urmând pașii lui Ludovic Orban. Printre parlamentarii care s-au alăturat noului partid se regăsesc și parlamentarii de Diaspora ai PNL,  senatorul Viorel Riceard Badea și deputatul Ilie Valentin Făgărășian. Pe 12 noiembrie 2021, conducerea lui Florin Cîțu l-a exclus pe Ludovic Orban din partid la propunerea lui Dan Vîlceanu, un susținător al lui Florin Cîțu. Până pe 23 noiembrie 2021, parlamentarii pro-Orban care au părăsit grupul parlamentar al PNL, au părăsit inclusiv partidul, fiind urmată în această mișcare de o minoritate din filiala Sector 3 a Tineretului Național Liberal (aripa de tineret a PNL) la 27 noiembrie. Orban a spus că respinge toate curentele neo-marxiste-progresiste și că noul partid va fi liberal-conservator.
Inițial, partidul urma să fie numit Forța Liberală (FL). Pe 14 decembrie 2021, Orban a depus actele necesare înființării noului partid, care acum urma să fie numit după numele moțiunii sale folosită pentru a candida pentru un al doilea mandat ca președinte al PNL la congresul PNL din septembrie 2021, mai exact Forța Dreptei, care va fi „valabilă până la primul congres al partidului”.

### Alianța Dreapta Unită (ADU)
La data de 18 decembrie 2023, Uniunea Salvați România (USR), Partidul Mișcarea Populară (PMP) și Forța Dreptei (FD) au lansat în mod oficial o alianță electorală  a celor trei partide, aparținând zonei de centru-dreapta respectiv dreapta al forțelor politice autohtone. Alianța și-a lansat lista de candidați la alegerile europarlamentare din 2024. În ordinea locurilor eligibile, pe această listă s-au aflat: Dan Barna (USR), Vlad Voiculescu (USR), Eugen Tomac (PMP), Vlad Botoș (USR), Cristina Prună (USR), Violeta Alexandru (FD). La începutul lunii septembrie din anul 2024, Alianța Dreapta Unită (ADU) s-a dizolvat. Cu toate acestea, Forța Dreptei (FD) a continuat ulterior o alianță electorală doar cu Partidul Mișcarea Populară (PMP).

## Istoric electoral
| Alegeri | Camera Deputaților | Camera Deputaților | Camera Deputaților | Senat        | Senat        | Senat   | Poziție      | Guvern                                                                         |
| Alegeri | Voturi             | Procente (%)       | Locuri             | Voturi       | Procente (%) | Locuri  | Poziție      | Guvern                                                                         |
| ------- | ------------------ | ------------------ | ------------------ | ------------ | ------------ | ------- | ------------ | ------------------------------------------------------------------------------ |
| 2020    | Nu a existat       | Nu a existat       | 16 / 330           | Nu a existat | Nu a existat | 3 / 136 | Nu a existat | Guvern PNL–USR PLUS–UDMR/RMDSZ (2020–2021)                                     |
| 2020    | Nu a existat       | Nu a existat       | 16 / 330           | Nu a existat | Nu a existat | 3 / 136 | Nu a existat | Opoziție față de guvernul minoritar PNL–UDMR/RMDSZ (2021)                      |
| 2020    | Nu a existat       | Nu a existat       | 16 / 330           | Nu a existat | Nu a existat | 3 / 136 | Nu a existat | Opoziție față de guvernul PSD–PNL–UDMR/RMDSZ (2021–2023)                       |
| 2020    | Nu a existat       | Nu a existat       | 16 / 330           | Nu a existat | Nu a existat | 3 / 136 | Nu a existat | Opoziție față de guvernul PSD–PNL (2023–2024)                                  |
| 2024    | 189.678            | 2,05 / 100         | 0 / 331            | 173.703      | 1,88 / 100   | 0 / 134 | 9            | Opoziție extra-parlamentară față de guvernul PSD–PNL–UDMR/RMDSZ (2024–prezent) |